# Can Lloreda (Llavaneres)
Can Lloreda és una masia situada al municipi de Sant Andreu de Llavaneres a la comarca catalana del Maresme.

## Descripció
És un masia formada per tres cossos i dues plantes, amb teulada a dues vessants que aboquen les aigües a les façanes laterals. L'entrada és un gran arc de mig punt dovellat, sobre el qual hi ha una estilitzada finestra conopial. El cos de l'esquerra té una planta més que la resta de la casa i és de forma quadrada, configurant una torre de guaita amb matacà de defensa. S'acabà de construir el 1694. Al cos de la dreta hi ha dues finestres gòtiques: la de la planta baixa té la base que arrenca de l'ampit, simulant el peu d'una columna d'aquell estil. A la banda de dalt, té capitells a cada costat: el de l'esquerra configura les cares de dos àngels, i el de la dreta presenta ornamentació vegetal. La llinda té una sanefa. La finestra de la primera planta presenta una petita ornamentació a la part baixa de l'ampit.

## Història
Als llibres de baptismes consta que l'any 1532 es va batejar un Lloreda. El 1606 Antoni Lloreda va pagar per haver-se fet un pou al costat de l'ermita de Lorita. La família Lloreda va ésser propietària de terres, casa i ermita de Lorita, fins a les darreries del segle xviii, en què la pubilla Teresa Lloreda va donar el santuari a la Congregació de Sant Felip Neri de Barcelona, que posteriorment el va vendre al metge Francesc Colom de Barcelona. La torre de guaita té finestres de diferents èpoques, dels segles xvi i xvii. La casa presenta elements romànics, que fan pensar en una construcció anterior al segle xv.